# Ruta 8308 (Lima)
La ruta 8308/1098 o "la 08/L" es una ruta de transporte público de la ciudad de Lima, que conecta los distritos de Lurín y San Juan de Lurigancho. El trayecto de esta ruta tiene consta de 134 y 133 paradas dependiendo de la dirección y dura aproximadamente entre 4 y 5 horas.

## Características
Esta ruta de transporte público está administrada por la Empresa de Transporte Urbano Línea 4 S.A. (ETUL4SA), la cual maneja también las rutas 3705, 8404 y 8406 que transitan por la urbe limeña.

### Autorización
La ruta 8308 se encuentra autorizada por la Municipalidad Metropolitana de Lima (MML), y la Autoridad de Transporte Urbano (ATU).

## Trayecto
Los autobuses de la ruta 8308 (aprox. 80) comienzan a operar a las 5:00 a.m. y terminan a las 10:00 p.m. por los distritos de Lurín, Villa El Salvador, Chorrillos, Barranco, Miraflores, Surquillo, San Isidro, Lince, La Victoria, Lima, Rímac y San Juan de Lurigancho en la provincia de Lima; pasando por importantes lugares, tales como el Km. 40, el Puente San Pedro, los intercambios viales de Conchán y Huaylas, la universidad Científica del Sur, los Pantanos de Villa, el óvalo de Villa, el museo Pedro de Osma, el Museo de Arte Contemporáneo, el parque Juan de Arona, la plaza Manco Cápac, el parque Universitario, el Congreso de la República, la plaza de Acho y el hospital de San Juan de Lurigancho.

### Terminales
Su terminal de ida se encuentra la urbanización Centro Industrial Las Praderas, en Lurín y su terminal de vuelta se encuentra cerca al Portón de Jicamarca, en San Juan de Lurigancho.

### Recorrido
| Dirección                        | Avenidas y calles |
| -------------------------------- | --- |
| Ida Hacia San Juan de Lurigancho | Av. Súmac Pacha - Carretera Panamericana Sur - Av. Separadora Industrial - Av. S/N - Av. Industrial - Antigua Carretera Panamericana Sur - Av. San Pedro - Carretera Panamericana Sur - Prol. Av. Huaylas - Av. Defensores del Morro - Av. Alejandro Iglesias - Av. Chorrillos - Av. Pedro de Osma - C. 28 de Julio - Av. Miguel Grau - Av. Reducto - Av. 28 de Julio - Av. República de Panamá - Av. Enrique Canaval y Moreyra - C. Las Begonias - C. Dean Valdivia - Jr. Francisco Masías - C. Las Lilas - Prol. Av. Iquitos - Av. México - Av. Manco Cápac - Avenida Abancay - Av. 9 de Octubre - Av. Próceres de la Independencia - Av. Lima - Av. Las Flores de Primavera - Av. Canto Grande - Av. José Carlos Mariátegui - Av. Fernando Wiesse - Jr. Mar del Norte - Jr. Cápac Yupanqui            |
| Vuelta Hacia Lurín               | Jr. Cápac Yupanqui - Jr. Mar del Norte - Av. Fernando Wiesse - Av. José Carlos Mariátegui - Av. Canto Grande - Av. Las Flores de Primavera - Av. Lima - Av. Próceres de la Independencia - Av. 9 de Octubre - Av. Abancay - Av. Manco Cápac - Av. México - Prol. Av. Iquitos - Av. Paseo Parodi - C. Andrés Reyes - Av. Rivera Navarrete - Av. Enrique Canaval y Moreyra - Av. República de Panamá - Av. 28 de Julio - Av. Reducto - Av. Miguel Grau - Av. El Sol Oeste - Prol. Av. José de San Martín - Av. Pedro de Osma - Av. Chorrillos - Av. José Olaya - Av. Defensores del Morro - Prol. Av. Huaylas - Carretera Panamericana Sur - Avenida San Pedro - Antigua Carretera Panamericana Sur - Av. Industrial - Av. S/N - Av. Separadora Industrial - Carretera Panamericana Sur - Av. Súmac Pacha. |

## Rutas relacionadas
3705 (San Juan de Lurigancho - Chorrillos), 8404 (Villa María del Triunfo - Ate), 8406 (Lurín - Lurigancho).